# Poix-du-Nord Communal Cemetery Extension
Le cimetière «Poix-du-Nord Communal Cemetery Extension » est un cimetière militaire  de la Première Guerre mondiale situé sur le territoire de la commune de Poix-du-Nord, Nord. 

## Localisation
Ce cimetière est situé au milieu du cimetière communal, au nord du village, rue Henri Roland.

## Historique
Occupé dès fin août 1914, le village est resté loin du front jusque fin octobre 1918, date à laquelle il a été repris par les troupes britanniques après de violents combats. Ce cimetière a été créé à ce moment .

## Caractéristiques
Le cimetière britannique de Poix-du-Nord comporte 96 sépultures de la Première Guerre mondiale.

## Sépultures
| Pays        | Sépultures |
| ----------- | ---------- |
| Royaume-Uni | 94         |

### Liens Externes
http://www.inmemories.com/Cemeteries/poixdunordcomext.htm